# Landschaftspark Bettenburg
Der Landschaftspark Bettenburg ist eine Parkanlage in der Nähe der Bettenburg in Unterfranken.

## Geographische Lage
Der Landschaftspark Bettenburg liegt zwischen den Gemeinden Hofheim in Unterfranken und Manau, ca. 1 km westlich der Bettenburg.

## Geschichte
Der Landschaftspark wurde vom Freiherrn Christian Dietrich Truchseß von Wetzhausen 1789 in Auftrag gegeben. Er ist auch in Verbindung zur Bettenburger Tafelrunde zu sehen, in der der Freiherr Intellektuelle im romantischen Geist versammelte. Darunter beispielsweise der Dichter Friedrich Rückert. Man spricht in diesem Zusammenhang auch von einem „fränkischen Weimar“.
Die Skulpturen des Landschaftsparkes nehmen immer wieder verklärende Bezüge zur deutschen Vergangenheit auf.

## Ansichten des Landschaftsparks

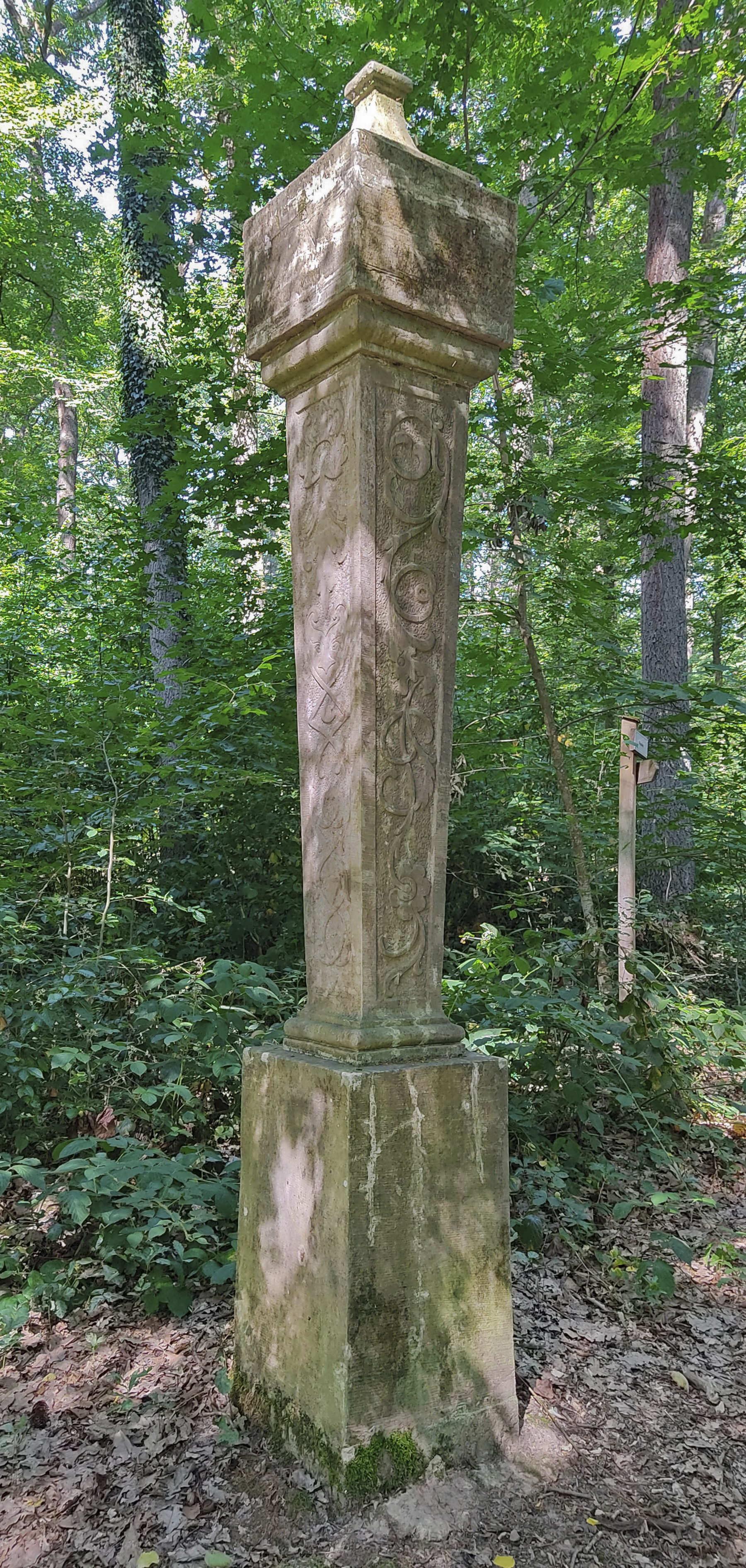
Wegsäule
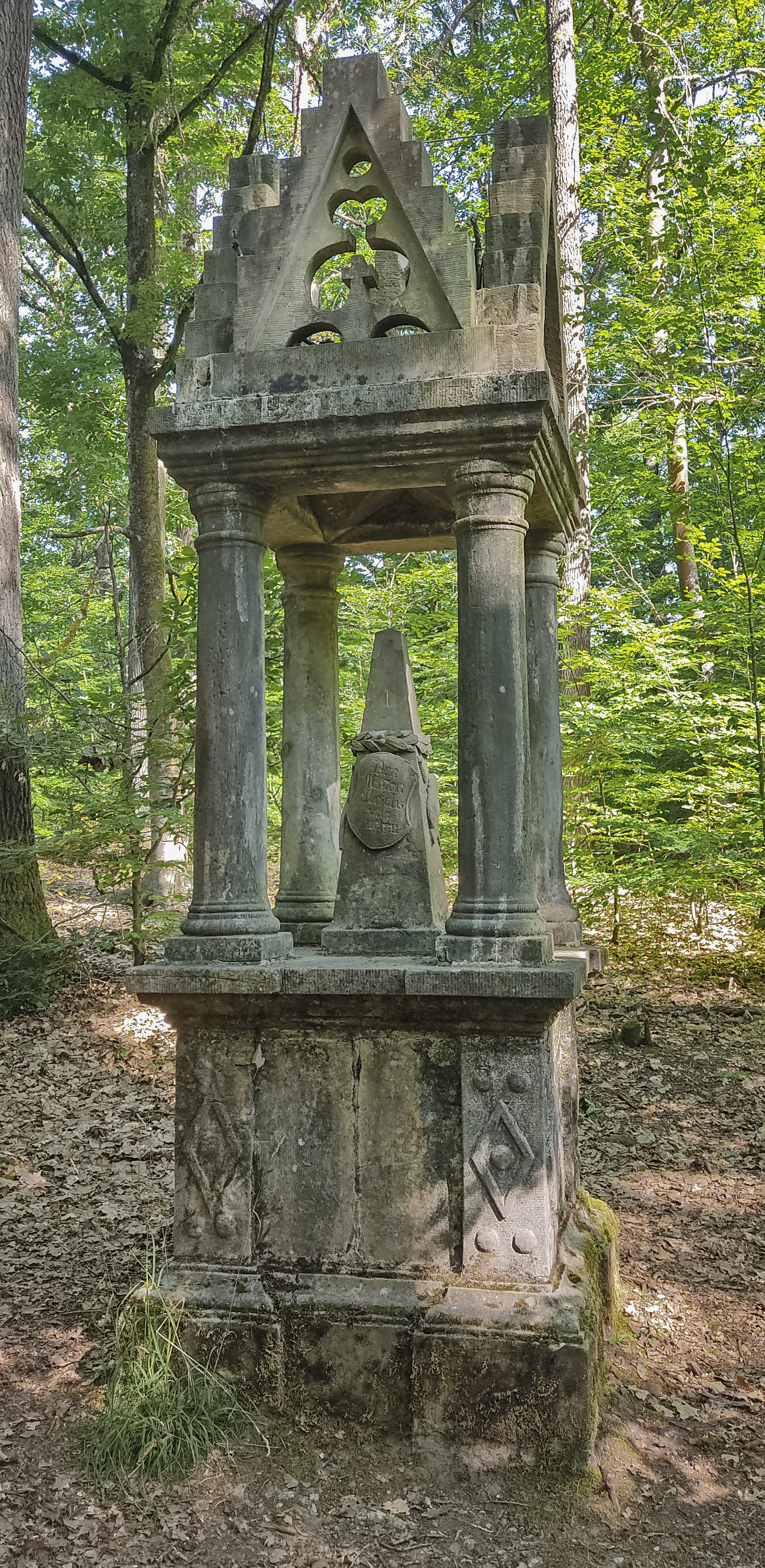
Denkmal für Ulrich von Hutten
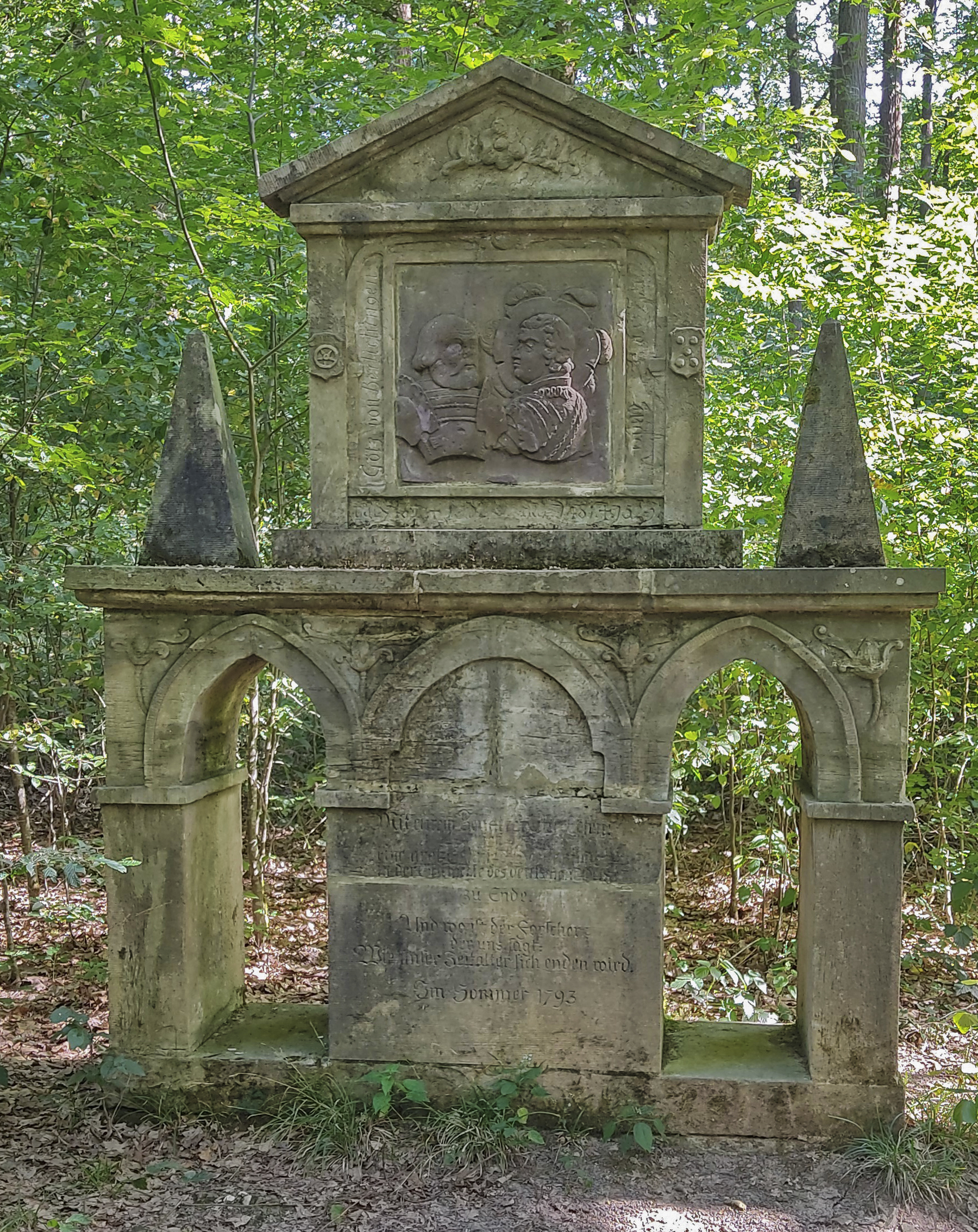
Denkmal für Götz von Berlichingen und Franz von Sickingen
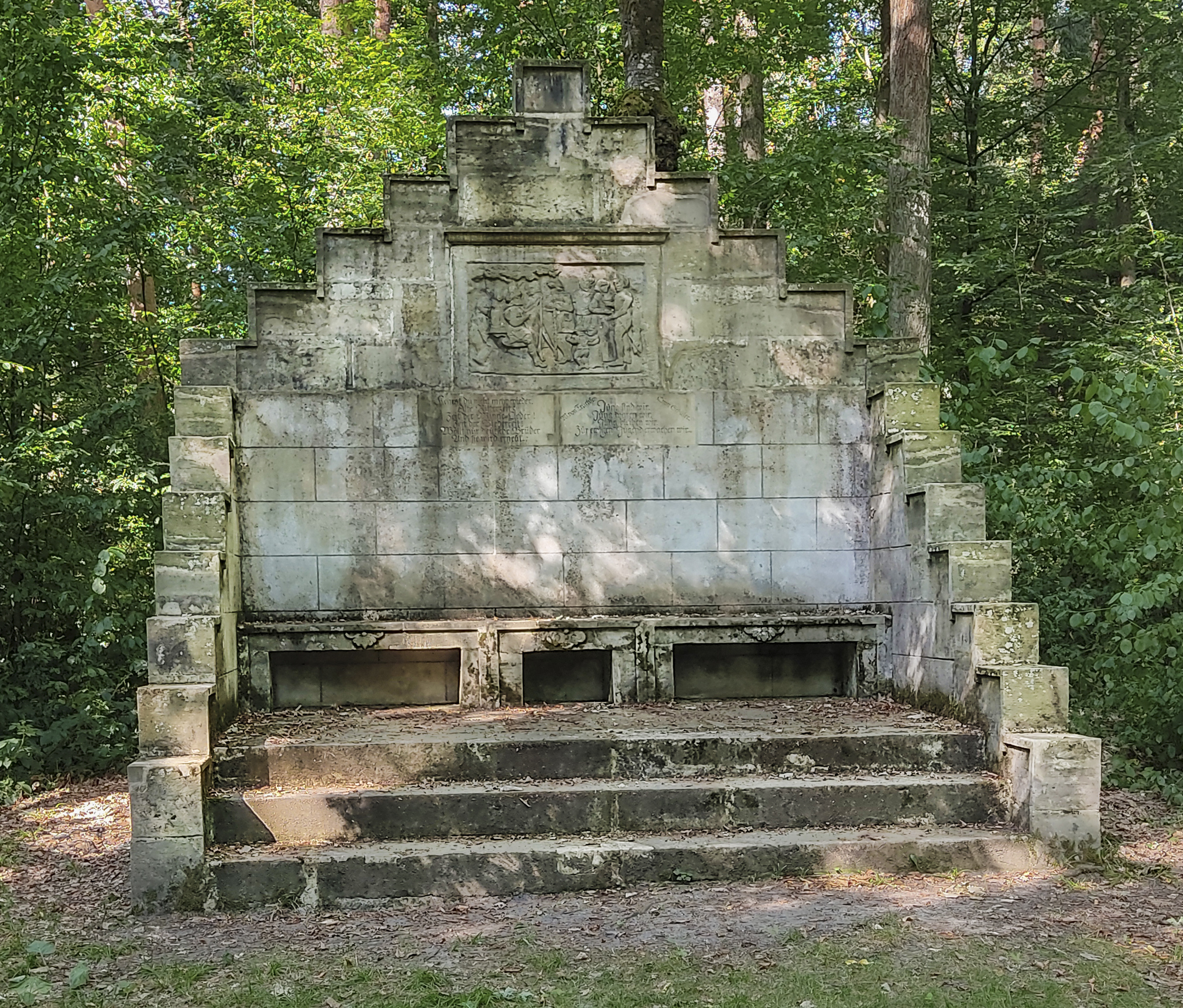
Minnesängerplatz
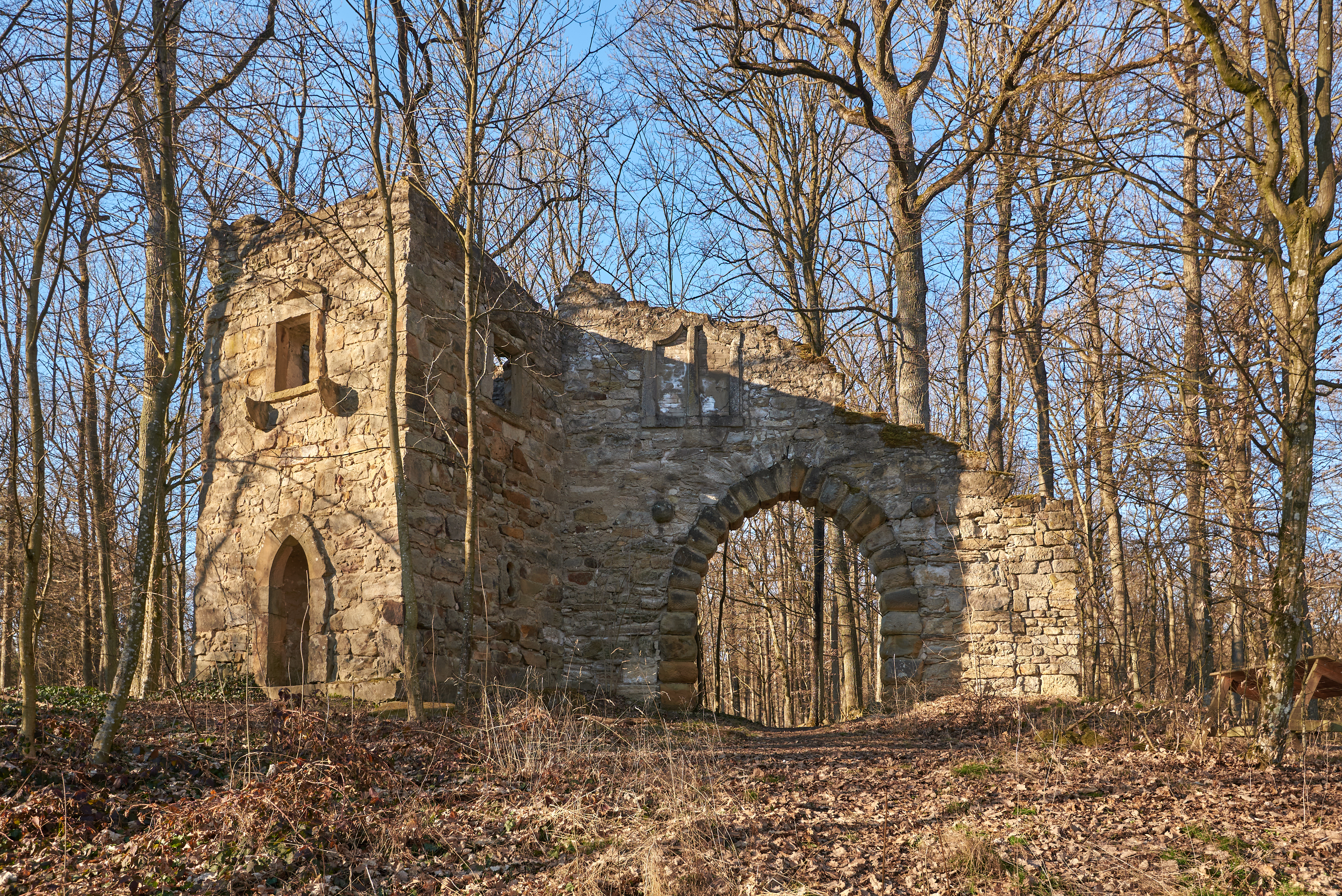
Ruine der „Altenburg“
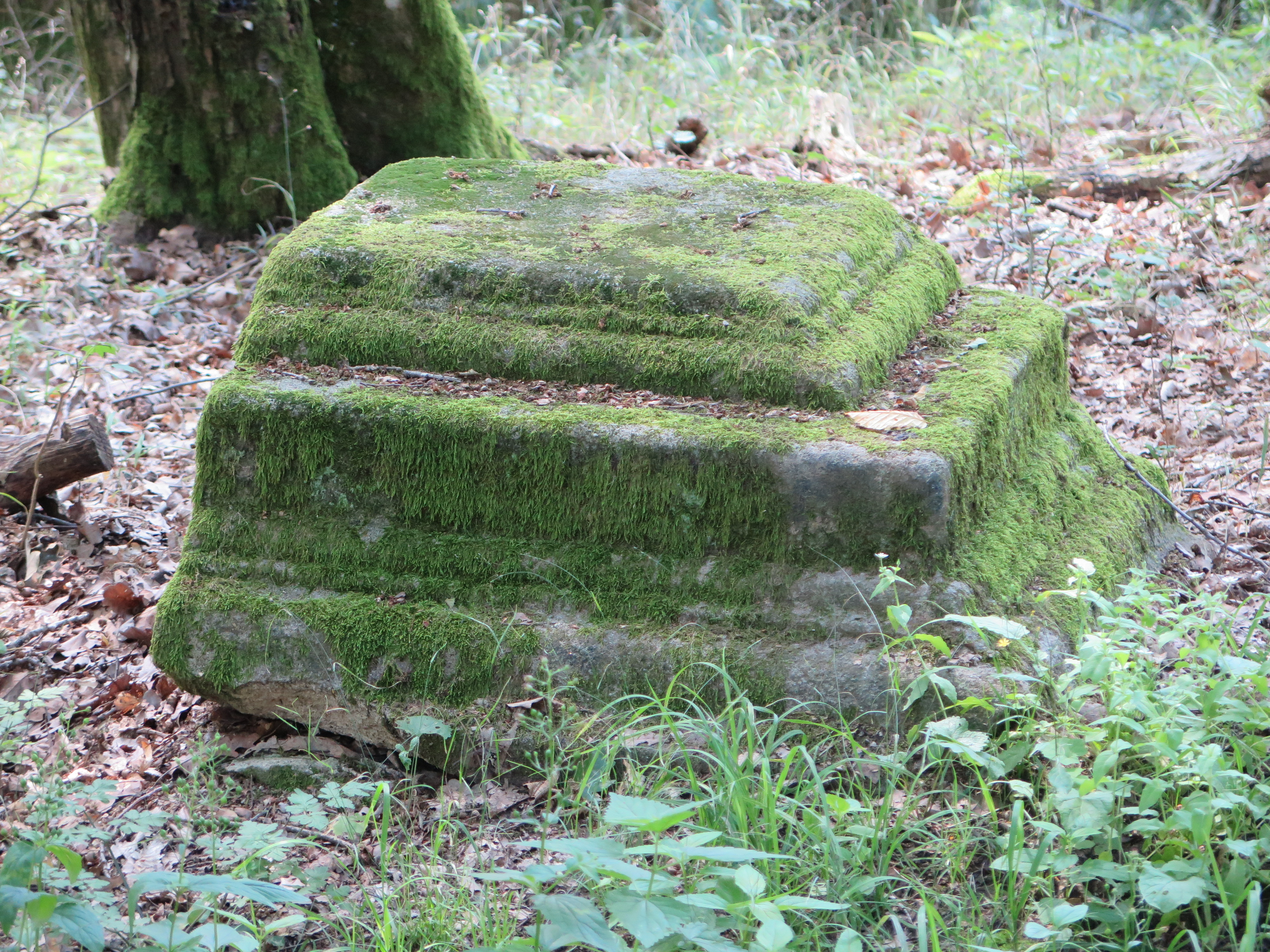
Kranzgesimsstück
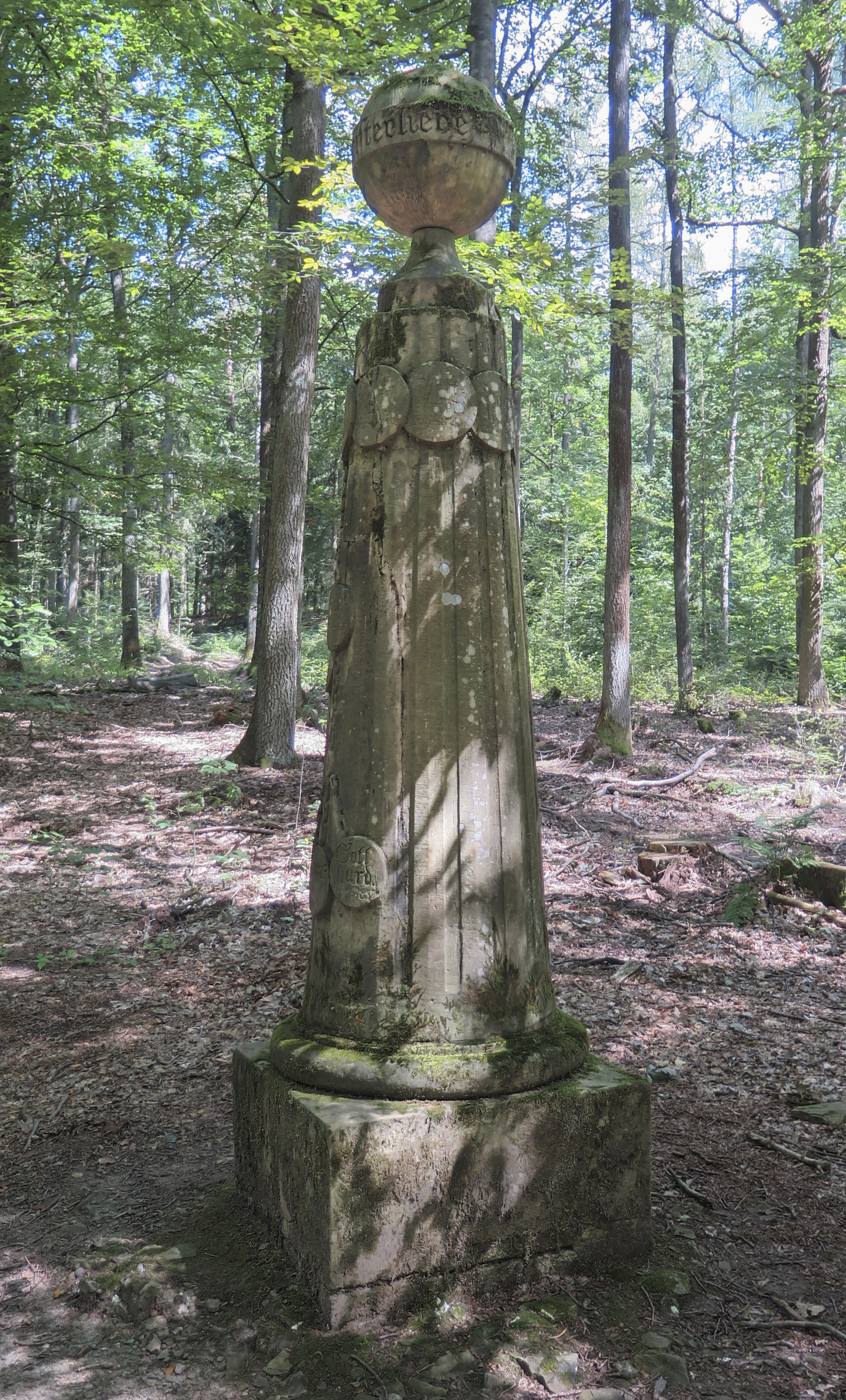
Säulenstumpf „Geschwisterliebe“
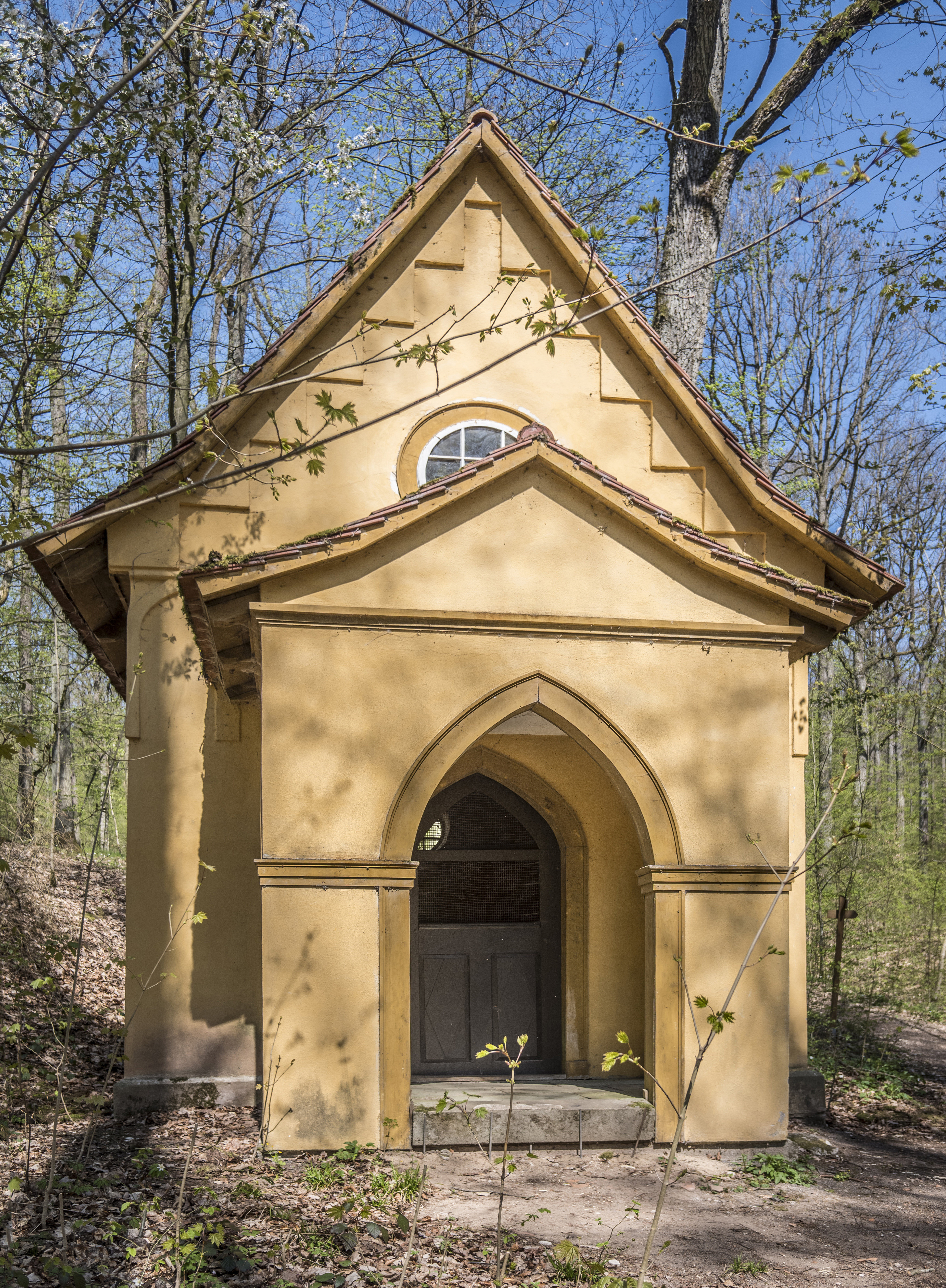
„Totenkapelle“
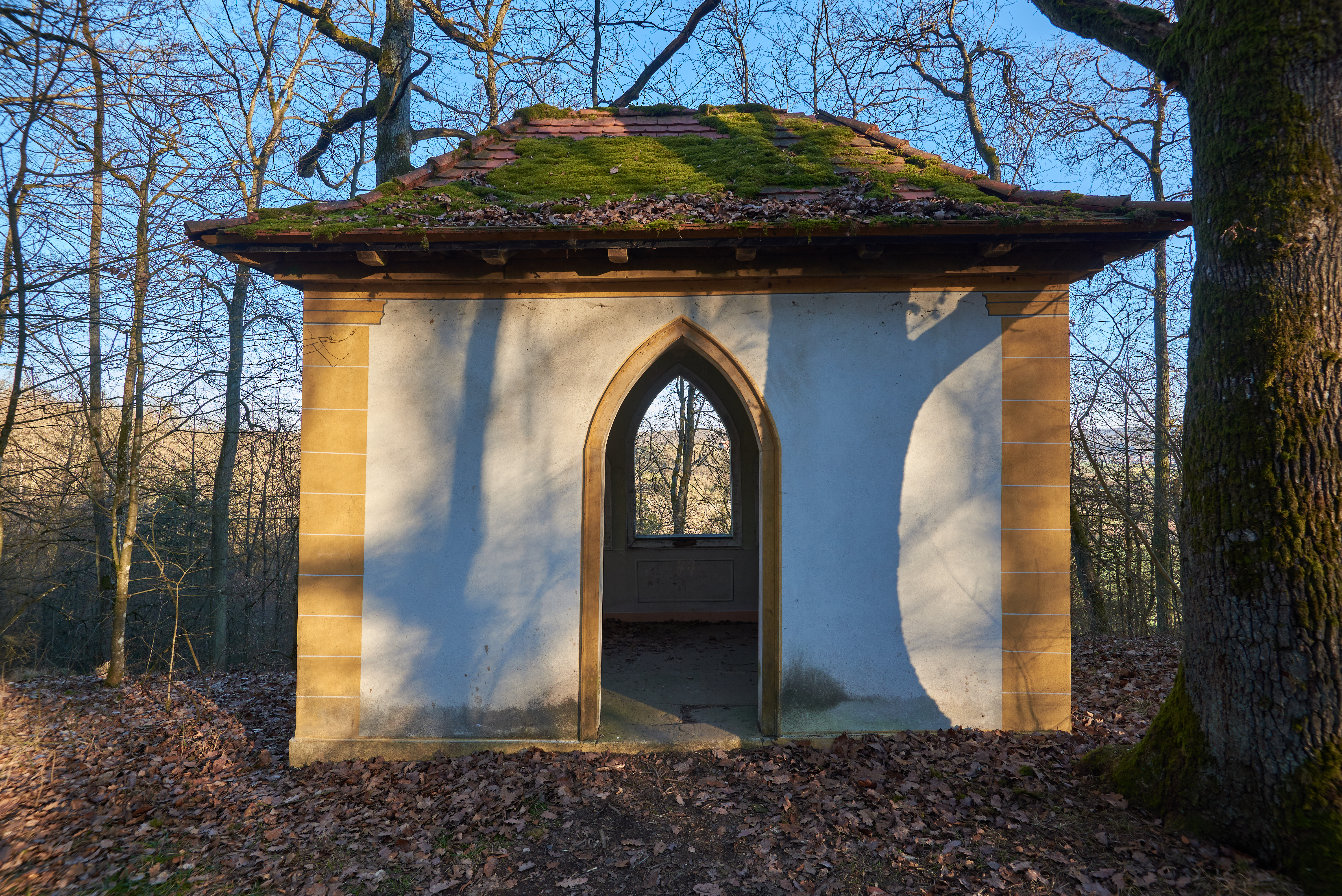
„Dichterhaus“
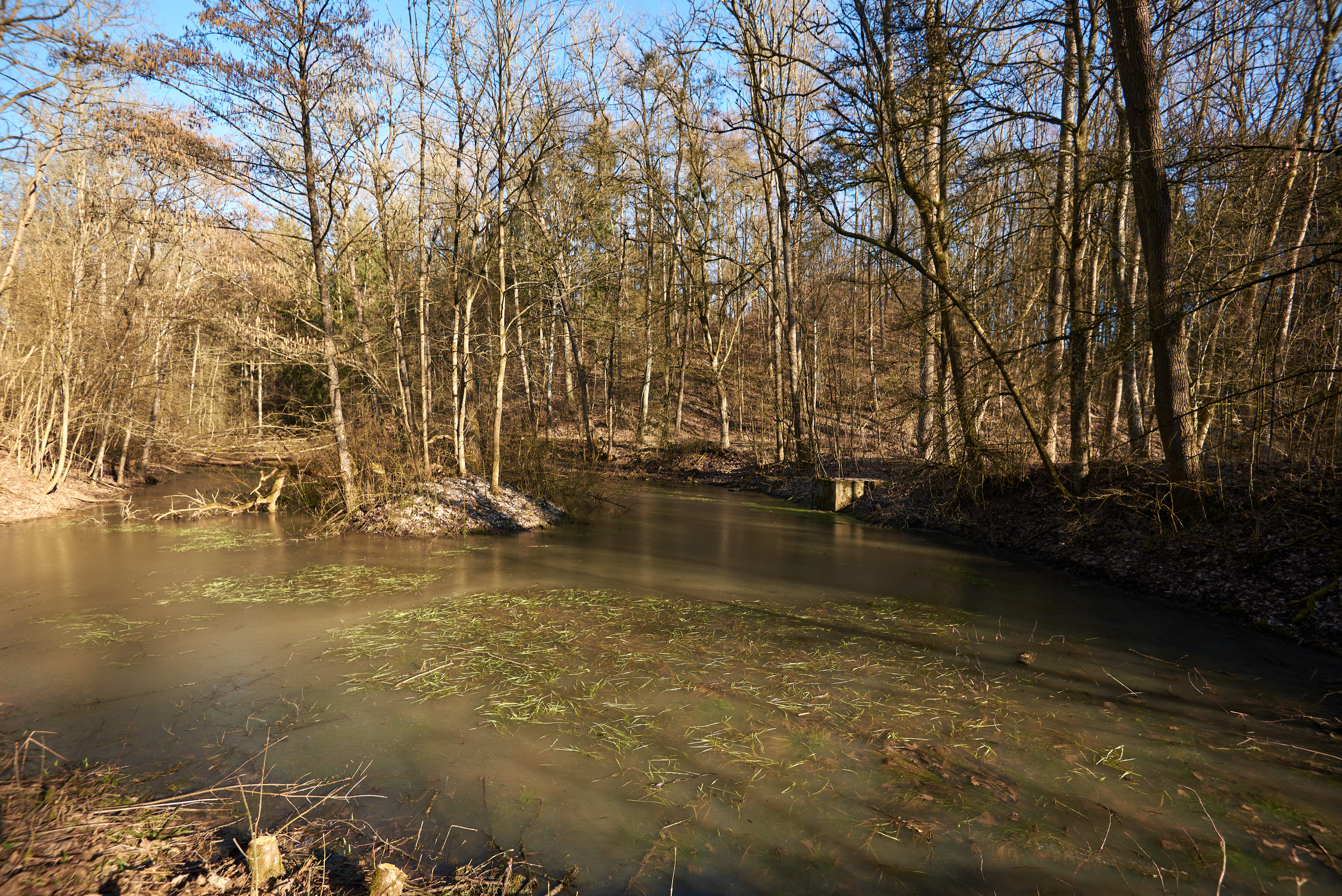
„Trüber See“